# Matjaž Grilj
Matjaž Grilj (auch: Mathias Grilj; * 9. September 1954 in Kamnik, Jugoslawien; † 16. September 2020 in Graz) war Journalist, Regisseur, Kurator und Schriftsteller. Er erreichte auch unter dem Künstlernamen Max Gad Bekanntheit, war Gründungsmitglied der Lord Jim Loge und lebte in Graz.

## Leben
Der aus Slowenien stammende Matjaž Grilj war freier Journalist, Lehrender an der Fachhochschule Joanneum sowie Schriftsteller in Graz. Für den Steirischen Herbst arbeitete er als Dramaturg und Koordinator, war Öffentlichkeitsarbeiter des Büros für Sozialforschung sowie für die Europäische Kulturhauptstadt 2003 und Kurator der Galerie Kunst Werden. Neben dem Tagesjournalismus (Ressortleiter Kultur einer Grazer Tageszeitung) veröffentlichte er zahlreiche konzeptuelle Arbeiten für Kulturinstitutionen sowie Publikationen zu Kunst, Psychologie und alternative Energie. Für seine journalistische Tätigkeit wurde er mit mehreren Staats- und Landespreisen ausgezeichnet. Für die Steirerkrone schrieb er viele Jahre lang eine Kolumne. Von 2013 bis zu seinem Tod schrieb er regelmäßig die Kolumne "Privatissimum vom Grilj" auf der Onlineplattform GAT.
Unter dem Pseudonym Max Gad veröffentlichte er zwölf Theaterstücke, die er zum Teil auch selbst inszenierte – unter anderem beim Steirischen Herbst und der Intro-Graz-Spection. Übersetzungen seiner Dramen wurden in New York, Luxemburg und Ljubljana gespielt. Seine Prosa, Lyrik und Essays erschienen in unzähligen Kunstbüchern, Literaturzeitschriften (wie manuskripte, Sterz, Lichtungen u. v. a. m.) und Anthologien.

## Ehrungen
- 1995 – Literaturpreis des Landes Steiermark[7]
- mehrere Staats- und Landespreise für journalistische Arbeiten[4]
- Förderungspreis der manuskripte[4]

Anlässlich des Todes Griljs im September 2020 würdigte der steirische Kultur-Landesrat Christopher Drexler das Werk des Verstorbenen: „Seine Texte und Publikationen sind getragen von einer Sprachvirtuosität, die jedes Wort exakt und punktgenau sitzen lässt.“ Grilj habe die steirische Kulturlandschaft „über Jahrzehnte mit einer enormen Vielfalt an tiefsinnigen Arbeiten bereichert“.

## Theaterstücke
- „Menschensohn oder Affe Maria – Vom bestialischen Boulevard“
- „Die falsche Geschichte“, Kunstverein Medienturm Graz
- „Trilemma“, Steirischer Herbst, Graz
- „Sonne hau ab“ Steirischer Herbst, Graz
- „Das erhobene Herz“, Intro-Graz-Spection, Graz[6]
- „Kein & Aber, ein Herz-Kammer-Spiel“
- „Farcetten, 69 Spiele für zwei“
- „Wir Drei, die zwei Einzigen“
- „Happy Baby, wir spielen nur es tut nicht weh“, Steirischer Herbst, Graz
- „Owi lacht“
- An die Wand schön. Stück in fünf Bildern

## Bücher
- An die Wand schön. Stück in fünf Bildern. (Verlag Forum Stadtpark 1993)
- Das Wissen, dass Wissen nicht hilft
- Happy Baby
- Kennen sie Den
- So geht Leben
- Erst nichts und dann alles – Protokolle[9]
- 40 Tage Pathos, Übungen in Achtsamkeit
- 40 dni patosa: Vaje v pozornosti
- Die Sonne geht auf
- Unsere Geschichte da unten[10]

## Film
- 2003 „Aus 100 schwarzen Augen“, Produktion für Kulturhauptstadt Europas, Graz